# DJ Premier

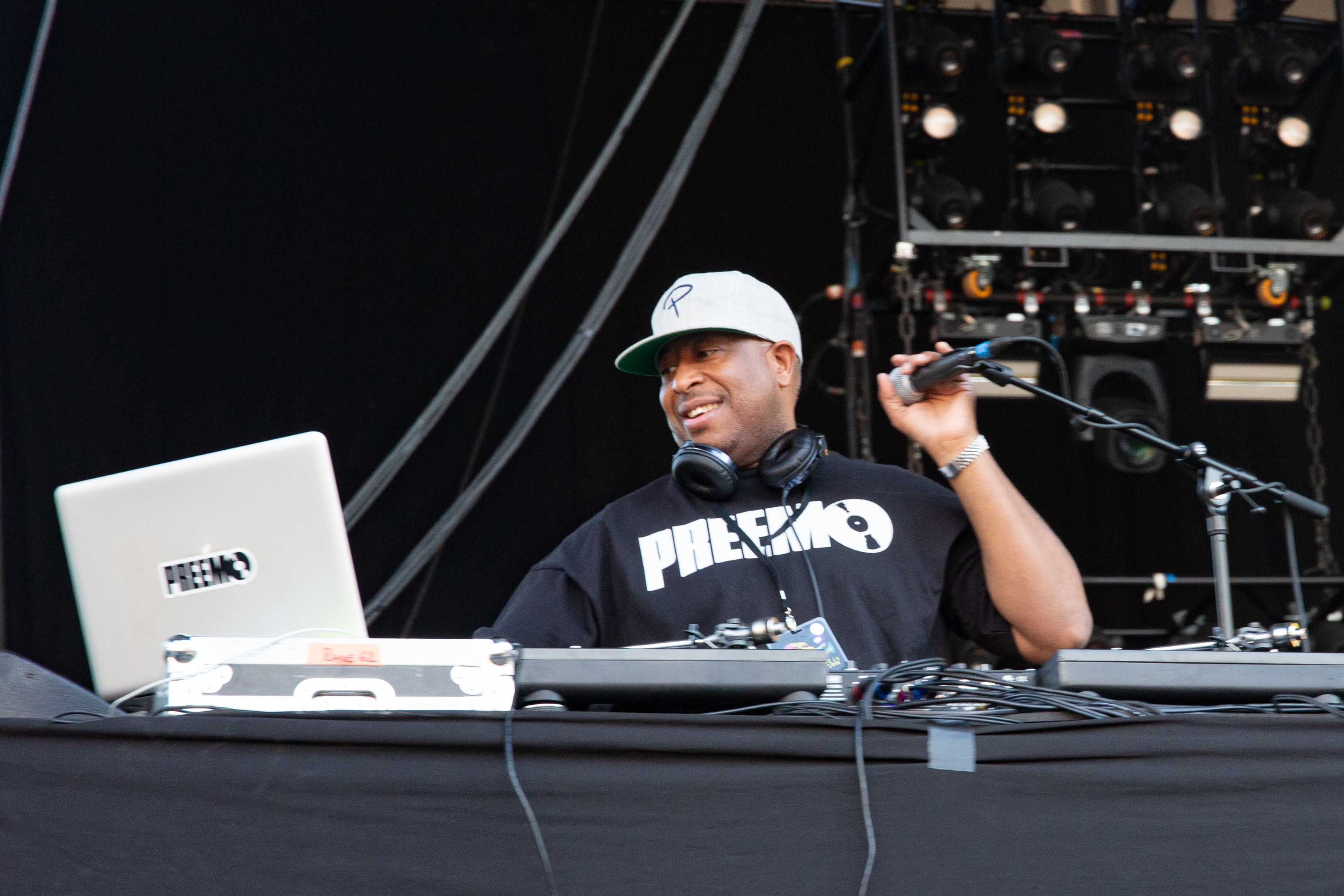
DJ Premier (2019)

Крістофер Едвард Мартін (англ. Christopher Edward Martin); нар. 21 березня 1966) — американський продюсер та хіп-хоп-DJ, який виступає під псевдонімом DJ Premier. Разом з репером Guru входив до складу хіп-хоп-гурту Gang Starr. Народився в місті Хьюстон, але вже в молодому віці переїхав у Бруклін, Нью-Йорк. Журнал The Source назвав його одним із 5 найкращих хіп-хоп-продюсерів в історії музики. Його творіння в основному базуються на семплінгу.

## Початок кар'єри
На початку виступав під псевдонімом Waxmaster C, але змінив його на DJ Premier, коли переїхав жити до Брукліна, де разом з Guru заснував хіп-хоп-гурт Gang Starr. Вибрав псевдонім Premier так як хотів бути першим у тому, що він робив.
DJ Premier співпрацював з багатьма хіп-хоп-артистами, зокрема Apathy, Big L, Big Daddy Kane, Bun B, Canibus, D.I.T.C., Fat Joe, Game, Ill Bill, Jay-Z, Joell Ortiz, Kanye West, KRS-One, Lord Finesse, M.O.P., Мосом Дефом, Nas, Rakim, Royce da 5'9", Snoop Dogg, The Lox, The Notorious B.I.G., Vinnie Paz, Xzibit тощо. Також співпрацював з відомими джазовими виконавцями Бренфордом Марсалісом та Buckshot Lefonque над їхнім першим альбомом. Випустив п'ять треків для Крістіни Агілери з альбому  Back to Basics. Також варто підмітити його співпрацю з Limp Bizkit, D'Angelo, Craig David і Macy Gray.

## Дискографія
- No More Mr. Nice Guy (Gang Starr Album) (1989)
- Step In the Arena (Gang Starr Album) (1991)
- Daily Operation (Gang Starr Album) (1992)
- Hard to Earn (Gang Starr Album) (1994)
- The Sun Rises in the East (with Jeru The Damaja) (1994)
- Livin' Proof (with Group Home) (1995)
- Wrath of the Math (with Jeru The Damaja) (1996)
- Moment Of Truth (Gang Starr Album) (1998)
- The Ownerz (Gang Starr Album) (2003)
- Beats That Collected Dust (2008)
- Rare Play Vol. 1 (2008)
- Rare Play Vol. 2 (2009)
- Tha Blaqprint (with Blaq Poet) (2009)
- DJ Premier Presents Get Used To Us (2010)
- Beats That Collected Dust Vol. 2 (2011)
- Premo Pimpin' EP (with Wais P) (2011)
- StOoDiOtYmE EP (with Bumpy Knuckles) (2012)
- The Kolexxxion (with Bumpy Knuckles) (2012)
- Hustlas Union:Local NYG (with NYG'z) (2013)
- Already (with Khaleel) (2013)